# Alain Elkann
Alain Elkann (New York, 23 marzo 1950) è un giornalista, scrittore e conduttore televisivo italiano con cittadinanza statunitense.
Scrittore e giornalista presso La Stampa di Torino, è presidente del comitato scientifico della Fondazione Italia USA.

## Biografia
Nasce a New York, negli USA, da padre francese e madre italiana. Il padre, Jean-Paul Elkann (1921-1996), banchiere, industriale e rabbino, è stato presidente del concistoro ebraico di Parigi (1967-1982; di Francia dal 1982 al 1992) e a lungo ai vertici dell'amministrazione della Christian Dior SA. La madre, Carla Ovazza, discende dalla nota famiglia di banchieri Levi Fubini di Torino, il 26 novembre 1975 fu vittima di un sequestro di persona.
Un suo zio materno, il banchiere Ettore Ovazza, convinto aderente al fascismo fino al 1938 e amico di Mussolini, fondatore del giornale ebraico antisionista La nostra bandiera, fu assassinato nel 1943 dai nazisti insieme a tutta la sua famiglia e i loro corpi bruciati nelle caldaie delle scuole di Intra.
Alain Elkann è stato sposato dal 1975 al 1981 con Margherita Agnelli, figlia dell'allora presidente della FIAT Gianni. Da questa unione sono nati tre figli: John, Lapo e Ginevra. Nel 2002 si è sposato con Rosy Greco da cui si è separato nel 2009 e ha divorziato nel 2012.

## Attività professionale
Alain Elkann è stato allievo prima di Alberto Moravia e quindi di Indro Montanelli. Ha scritto numerosi libri, romanzi, saggi e opuscoli, tra i quali spiccano i due in partecipazione con Elio Toaff (rabbino capo emerito di Roma) e con l'arcivescovo di Milano Carlo Maria Martini, e inoltre un libro con il re di Giordania Abdullah.
Tema a lui caro è quello della fede ebraica in rapporto alle altre religioni, e l'essere ebrei oggi. È anche giornalista televisivo, conduttore dal 1991 di programmi di interviste su Telemontecarlo/LA7, tra cui Due minuti un libro. Ha collaborato con varie testate giornalistiche, fra cui La Stampa, Il Messaggero e Capital.
Nel 1996 ha collaborato con Ottavia Fusco scrivendole i testi per il musical Meditazione davanti a un Buddha.
Dal 2004 al 2012 è stato presidente della Fondazione Museo delle Antichità Egizie di Torino.
Dal 2007 è presidente della "Fondazione CittàItalia". Il 16 maggio 2008 è stato nominato consigliere per gli eventi culturali e per i rapporti con l'estero dal Ministro Sandro Bondi.
Nel 2011 conduce Bookstore, programma in onda al sabato mattina su LA7.
Da giugno 2011 a marzo 2012, ha presieduto il Comitato Scientifico di Palazzo Te a Mantova. È membro del comitato d'onore della Fondazione Giorgio Bassani.
Dal 1992 è giornalista professionista, iscritto all'Ordine dei Giornalisti del Lazio.

## Incarichi istituzionali
- Presidente del comitato scientifico della Fondazione Italia USA
- Presidente degli Amici dei Giardini, Giardini Botanici Hanbury (La Mortola, Ventimiglia, Imperia)
- Fa parte del comitato scientifico del MEIS - Museo Nazionale dell’Ebraismo Italiano e della Shoah di Ferrara.
- Fa parte del consiglio dell'Italian Academy della Columbia University di New York.
- Presidente della FIAC Foundation di New York (Foundation for Italian Art and Culture).

## Opere
- Il tuffo, Milano, A. Mondadori, 1981.
- Stella Oceanis, Milano, A. Mondadori, 1983.
- Piazza Carignano, Milano, A. Mondadori, 1985.
- Le due babe. Racconti, Milano, A. Mondadori, 1986.
- Montagne russe, Milano, A. Mondadori, 1988. ISBN 88-04-31208-4.
- Vita di Moravia, con Alberto Moravia, Milano, Bompiani, 1990. ISBN 88-452-1629-2.
- Rotocalco, Milano, Bompiani, 1991. ISBN 88-452-1672-1.
- Delitto a Capri, Milano, Bompiani, 1992. ISBN 88-452-1879-1.
- Vendita all'asta, Milano, Bompiani, 1993. ISBN 88-452-2028-1.
- Cambiare il cuore, con Carlo Maria Martini, Milano, Bompiani, 1993. ISBN 88-452-2091-5; 1997. ISBN 88-452-3510-6.
- Essere ebreo, con Elio Toaff, Milano, Bompiani, 1994. ISBN 88-452-2402-3.
- Emma. Una bambina di undici anni, Milano, Bompiani, 1995. ISBN 88-452-2670-0.
- I soldi devono restare in famiglia, Milano, Bompiani, 1996. ISBN 88-452-2905-X.
- Diario verosimile, Milano, Bompiani, 1997. ISBN 88-452-3141-0.
- Il Messia e gli ebrei, con Elio Toaff, Milano, Bompiani, 1997. ISBN 88-452-3865-2.
- Il padre francese, Milano, Bompiani, 1999. ISBN 88-452-4257-9.
- Interviste 1989-2000, Milano, Bompiani overlook, 2000. ISBN 88-452-4338-9.
- Le mura di Gerusalemme. Israele-Giordania-Roma 1999, Milano, Bompiani, 2000. ISBN 88-452-4388-5.
- Essere Musulmano, con S.A.R. Principe di Giordania El Hassan bin Talal, Milano, Bompiani, 2001. ISBN 88-452-4810-0.

- John Star, Milano, Bompiani, 2001. ISBN 88-452-4965-4.
- Boulevard de Sébastopol e altri racconti, Milano, Tascabili Bompiani, 2002. ISBN 88-452-5076-8.
- Una lunga estate, Milano, Bompiani, 2003. ISBN 88-452-5432-1.
- MoMo, Milano, AsSaggi Bompiani, 2003. ISBN 88-452-9272-X.
- Mitzvà, Milano, Bompiani, 2004. ISBN 88-452-3251-4.
- Giorno dopo giorno, Milano, Bompiani, 2005. ISBN 88-452-3490-8.
- L'invidia, Milano, Bompiani, 2006. ISBN 88-452-5698-7.
- Essere laico, con Umberto Veronesi, Milano, Tascabili Bompiani, 2007. ISBN 978-88-452-5953-1.
- L'equivoco, Milano, Bompiani, 2008. ISBN 978-88-452-6173-2.
- Nonna Carla, Milano, Bompiani, 2010. ISBN 978-88-452-6434-4.
- L'intervista. 1989-2009, Milano, Bompiani, 2010. ISBN 978-88-452-6523-5.
- Hotel Locarno, Milano, Bompiani, 2011. ISBN 978-88-452-0110-3.
- Spicchi di un'arancia, Milano, Bompiani, 2012. ISBN 978-88-452-7034-5.
- La voce di Pistoletto, con Michelangelo Pistoletto, Milano, Bompiani, 2013. ISBN 978-88-452-7255-4.
- Racconti, Milano, Bompiani, 2014. ISBN 978-88-452-7764-1.
- Il fascista, Milano, Bompiani, 2016. ISBN 978-88-452-8269-0.
- Anita, Milano, Bompiani, 2019. ISBN 978-88-452-9871-4.
- L'intervista. 1989-2019, Milano, Bompiani, 2019. ISBN 978-88-301-0161-6.
- 474 risposte, con Giuseppe Penone, Milano, Bompiani, 2022. ISBN 978-88-301-0692-5.

## Onorificenze e riconoscimenti

### Onorificenze
La consegna è avvenuta da parte dell'Ambasciatore Francese in Italia, S.E. Jean-Marc de La Sablière, a Palazzo Farnese.

### Riconoscimenti
- Premio America della Fondazione Italia USA (2010):[18]
- Premio Bellezze d'Italia (2011)[19]